# Pachionichia congenita
La pachionichia congenita è una genodermatosi rara, caratterizzata da cheratoderma plantare e palmare, doloroso, si riscontra ispessimento delle unghie, cisti e colorazione chiara delle mucose orali. È una malattia autosomica dominante.

## Descrizione
La malattia coinvolge l'ectoderma ed esiste in due sottotipi: Jadassohn-Lewandowsky (Pachionichia congenita di tipo 1) e Jackson-Lawler (Pachionichia congenita di tipo 2).
Le manifestazioni cliniche di questa malattia sono spesso evidenti nei primi mesi di vita.
Questa malattia è caratterizzata da grandi unghie spesse, ma di qualità scadente, ispessimento della pelle della pianta dei piedi, bocca leucocheratosica, eccessiva sudorazione di mani e piedi, e piccole cisti soprattutto sul tronco, gambe e mani.
Nel tipo 2, altri segni clinici includono grandi cisti sebacee, capelli crespi e la presenza di denti alla nascita.